# Movimiento de Vida Cristiana
El Movimiento de Vida Cristiana (MVC) fue un movimiento eclesial de la Iglesia católica fundado en 1985 en Lima, Perú por el laico peruano Luis Fernando Figari y suprimido por el papa Francisco en 2025. En 1990 fue reconocido como asociación nacional por la Conferencia Episcopal Peruana, y en 1994 fue aprobado por el Consejo Pontificio para los Laicos con la categoría de asociación internacional de fieles de derecho pontificio.
Se trataba de la rama más grande de la Familia Sodálite, organización de la que también formaron parte el Sodalicio de Vida Cristiana, la Fraternidad Mariana de la Reconciliación, las Siervas del Plan de Dios, entre otras asociaciones. Sus miembros se llamaban a sí mismos «emevecistas».
El decreto de disolución del MVC, firmado por el papa Francisco en enero de 2025, fue intimado (es decir, comunicado) a su coordinador general y firmado por este en Roma el 14 de abril de 2025.

## Organización
El MVC contaba con un Coordinador General, responsable general del Movimiento. A su vez, era auxiliado en su labor por el Secretario Ejecutivo. El último Coordinador General fue el colombiano Alberto Posada.
A nivel local se organizaba en centros apostólicos, y sus integrantes podían pertenecer a una de sus asociaciones, entre ellas:
- Agrupaciones Marianas, para jóvenes en general.
- Acción Universitaria, para estudiantes universitarios.
- Betania, para mujeres adultas.
- Emaús, para varones adultos.
- Familia de Nazaret, para parejas de esposos.
- Simeón y Ana, para adultos mayores.

## Actividades
Las actividades del MVC se organizaban en «servicios», tales como:
- Acción misional: misiones de catequesis, misiones médicas y ayuda al desarrollo de poblaciones alejadas.
- Servicios de fe: preparación para el sacramento de la Confirmación y la Primera Comunión.
- Convivio: encuentros de jóvenes católicos.
- Navidad es Jesús: campañas para promover el sentido cristiano de la Navidad.
- Por la vida: promoción del respeto de la vida humana.
- Siloé: servicio a enfermos en centros de salud.

## Presencia internacional
El MVC tuvo dos tipos de presencia. Una era oficial, lo que significa que el Movimiento estaba debidamente fundado en una determinada circunscripción eclesiástica. En ese sentido el MVC estuvo presente en:
- Argentina
- Brasil
- Chile
- Colombia
- Costa Rica
- Ecuador
- México
- Perú
- Canadá
- Estados Unidos
- Italia
- Filipinas

La otra fue una presencia de personas vinculadas al MVC que estaban o se habían establecido en algún país o lugar distintos de aquellos en que se encontraba el MVC como tal. Allí organizaban uno o más grupos de alguna de las asociaciones emevecistas.